# Dorfkirche Strubensee

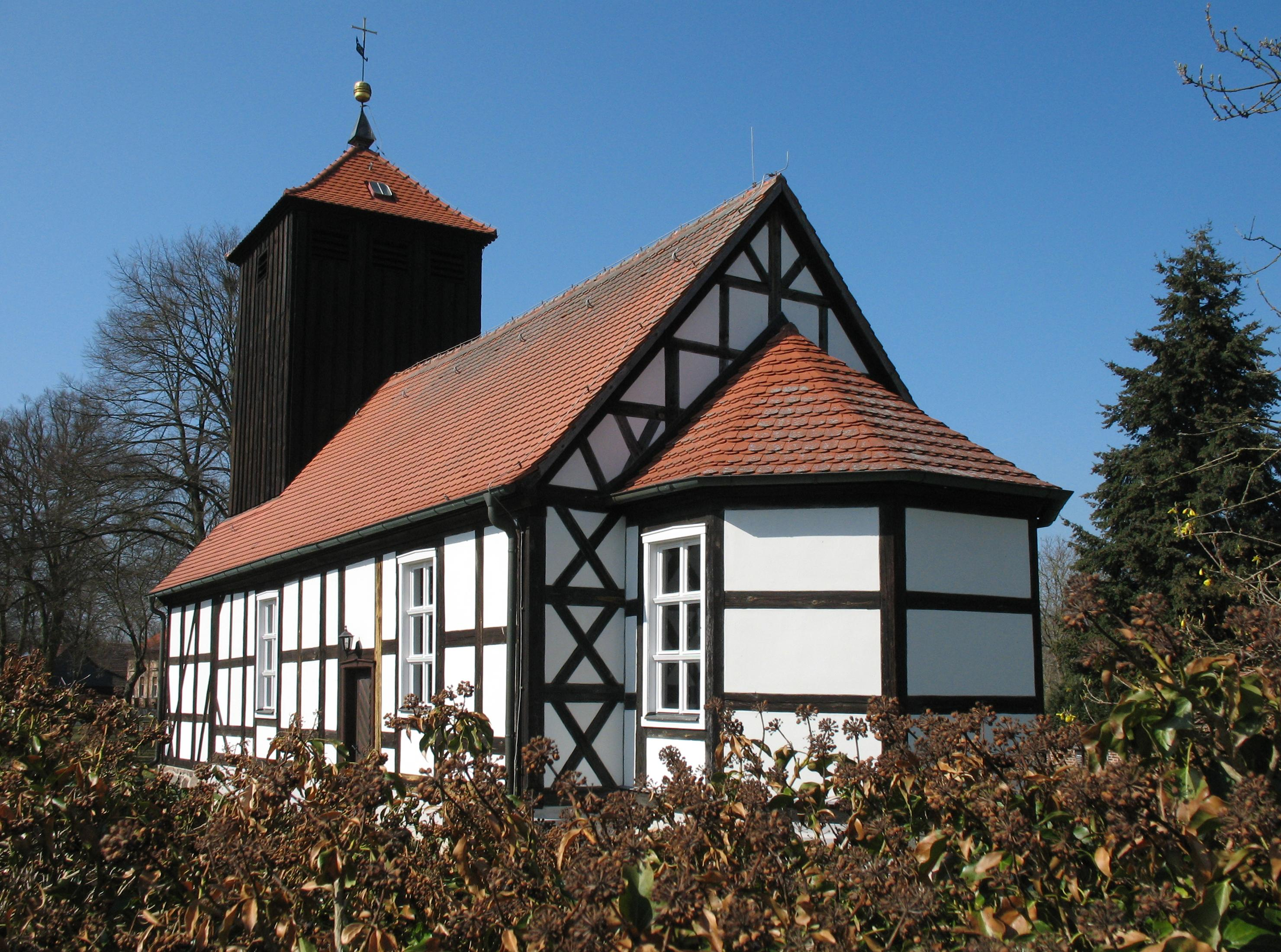
Dorfkirche Strubensee

Die evangelische Dorfkirche Strubensee ist eine Saalkirche in Strubensee, einem Ortsteil der Gemeinde Vielitzsee im brandenburgischen Landkreis Ostprignitz-Ruppin. Die Kirchengemeinde gehört dem Pfarrsprengel Herzberg-Lindow im Kirchenkreis Oberes Havelland der Evangelischen Kirche Berlin-Brandenburg-schlesische Oberlausitz an. Das Gebäude steht unter Denkmalschutz.

## Baubeschreibung
Es handelt sich um eine kleine Fachwerkkirche, die vermutlich im Jahr 1584 erbaut wurde. Der schiffsbreite Turmunterbau auf der Westseite stammt aus dem 16. Jahrhundert (über dem Turmeingang befindet sich eine Inschrift aus dem Jahr 1596). Der quadratische Turmaufsatz ist verbrettert und verfügt über ein Pyramidendach. In der Westwand der Kirche (im Turmraum) gibt es einen Balken mit Spuren eines Vorhangbogens und der Inschrift 1584. Die Kirche wurde wahrscheinlich im 17. Jahrhundert erneuert (die Wetterfahne deutet auf das Jahr 1693). Vor dem mit Andreaskreuzen geschmückten Ostgiebel wurde 1870 eine polygonale Apsis angebaut.
Im Inneren der Kirche gibt es eine Westempore mit einer kassettierten Brüstung, die im Jahr 1939 polychromiert wurde, sowie Kastengestühl, das wahrscheinlich im Rahmen einer Instandsetzung im Jahr 1766 installiert wurde. Der hölzerne Kanzelkorb stammt aus dem 17. Jahrhundert und wurde in den Jahren 1866/70 erneuert. Die Holztaufe stammt aus dem Jahr 1972 und verfügt über eine Zinnschale aus dem Jahr 1685. Ein Opferstock stammt aus dem 17. Jahrhundert. Gesondert unter Denkmalschutz steht eine Bronzeglocke, die einer Inschrift zufolge im Jahr 1721 von Glockengießer Christian Sigismund Mebert aus Neuruppin gefertigt wurde.